# Сисин, Франк
Франк Сисин (англ. Frank E. Sysyn; род. 27 декабря 1946, Пассейик) — американский и канадский историк, переводчик, педагог, специалист по истории Украины.

## Биография
Родился в 1946 году в Пассейике, Нью-Джерси. В 1968 году получил степень бакалавра (Phi Beta Kappa, magna cum laude) в Школе общественных и международных отношений им. Вудро Вилсона при Принстонском университете.
В 1969 году получил степень магистра в Школе славистики Лондонского университета. Вскоре приобщился к созданию украинских студий в Гарвардском университете, где над этим уже работал профессор Емельян Прицак вместе с Фондом украиноведения. В Гарварде сначала был докторантом отдела истории. Активно занимался сбором средств на проект основания 3 кафедр: истории, языка и литературы, а также Украинского научного института Гарвардского университета.
В следующие 10 лет занимался научной работой в Великобритании, Польше и СССР, а также защитил докторскую диссертацию по философии в Гарварде. Диссертация была посвящена известному политическому деятелю XVII века Адаму Киселю. После защиты преподавал историю в Гарварде как профессор-ассистент и доцент. Впоследствии работал заместителем директора Гарвардского украинского научного института и руководил украинской программе в Гарвардской летней школе, а также стал заместителем редактора журнала «Harvard Ukrainian Studies», написал большое количество научных трудов.
В 1989 году прибыл в Канаду, где занял должность директора Центра исследований истории Украины им. Петра Яцика при КИУС (Альбертский университет).
Франк Сисин является также председателем отдела КИУС при Торонтском университете. Научные интересы учёного — это прежде всего эпохи ранней казацкой, политической и религиозной истории России и Украины. Он также читает курсы по истории в Стэнфордском и Колумбийском университете.

## Избранные работы
- «The Social Causes of the Khmel’nyts’kyi Uprising» in Samuel Baron and Nancy Shields Kollmann, eds., Religion and Culture in Early Modern Russia and Ukraine (DeKalb: Northern Illinois Press, 1997), pp. 52–70
- «The Ukrainian Famine of 1932-33: The Role of Russian Diaspora in Research and Public Discussion», in Problems of Genocide: Proceedings of the International Conference on Problems of Genocide" (April 21-23, 1995, National Academy of Sciences, Yerevan, Republic of Armenia) (Cambridge, MA; Toronto: Zoryan Institute, 1997), pp. 74–117
- Документы российских архивов по истории Украины, т. 1, Документы к истории Запорожского казачества 1613—1620 (Львов, 1998)
- «Было восстание Богдана Хмельницкого революцией? Замечания к типологии Хмельнитчины» Богдан Якимович (гол. ред.) Prosphema Miscellnaea & Philologica Iaroslava Isaievych Dedicata (Львов, 1998) — сборник памяти профессора Исаевича.
- «The Union of Brest and the Question of National Identity» in Hans-Joachim Torke, ed., 400 Jahre Kirchenunion von Brest (1596—1996) (Berlin, 1998)
- «Grappling with the Hero: hrushevs’kyi Confronts Khmel’nyts’kyi», Harvard Ukrainian Studies, vol. 22 (1998), pp. 589–609. Published simultaneously in Cultures and Nations of Central and Eastern Europe: Essays in Honor of Roman Szporluk, ed. Zvi Gitelman et al. (Cambridge, MA., 2000)
- «The Changing Image of the Hetman», Jahrbuecher fuer Geschichte Osteuropas, vol. 46, no. 4 (1998), pp. 531–45
- «Introduction to Mykhailo Hrushevsky’s History of Ukraine-Rus'» in Thomas Sanders, ed., History of Imperial Russia: The Profession and Writing of History in a Multinational State (Armonk, N. Y.; London, 1999)
- "The Ukrainian Famine of 1932-3: The Role of the Russian Diaspora in Research and Public Discussion in Levron Chorbajian and George Shirinian, eds., Studies in Comparative Genocide (New York; London, 1999)
- «Bohdan Chmel’nyc’kyj’s Image in Russian Historiography since Independence», ÷sterreichische Osthefte, vol. 42, no. 3-4 (2000) ∑ Mykhailo Hrushevsky: Historian and National Awakener (Saskatoon: Heritage Press, 2001)
- «Recovering the Ancient and Recent Past: The Shaping of Memory and Identity in Early Modern Ukraine», Eighteenth-Century Studies, vol. 35, no. 1 (2001), pp. 77–84
- «The Image of Russia in Early Eighteenth-Century Ukraine: Hryhorii Hrabianka’s Diistvie» in Robert O. Crummey, Holm Sundhaussen, and Ricarda Vulpius, eds., Russische und ukrainische Geschichte, vol. 16-18 Jahrhundert (Wiesbaden: Harrassowitz Verlag, 2001), pp. 243–50
- «Between Poland and the Ukraine: The Dilemma of Adam Kysil, 1600—1653».— Cambridge, 1986.— 175 p. (англ.)

### Статьи в «Критике»
- Письмо, 2010/7-8 (153—154)
- Похвальное слово Игорю Шевченко, 2010/1-2 (147—148)
- Хлопоты с нацией (Письмо), 2005/3 (89)
- Конструирование и реконструирование наций, 2005/1-2 (87-88)
- (Не)ожидаемые украинцы, 2002/5 (55)
- Конгрессовая жизнь на рубеже веков, 2001/7-8 (45-46)
- Корректирование политической корректности, 1999/10 (24)
- Упражнения с политической корректности, 1999/9 (23)
- Меняющийся образ гетмана, 1998/2 (14)
- Тень голодомора, 1998/10 (12)
- Подавляющее меньшинство, 1998/5 (7)